# Lluís II de Baviera
|  | Aquest article tracta sobre el rei de Baviera del segle XIX. Si cerqueu el duc de Baviera del segle xiii, vegeu «Lluís II de Wittelsbach». |

Lluís II de Baviera, Ludwig Friedrich Wilhelm Wittelsbach, més conegut com el rei Boig i com el rei de Conte de Fades (Nymphenburg, 25 d'agost de 1845 - llac Starnberg, 13 de juny de 1886), va ser rei de Baviera des de 1864 fins a la seva mort el 1886.

## Joventut

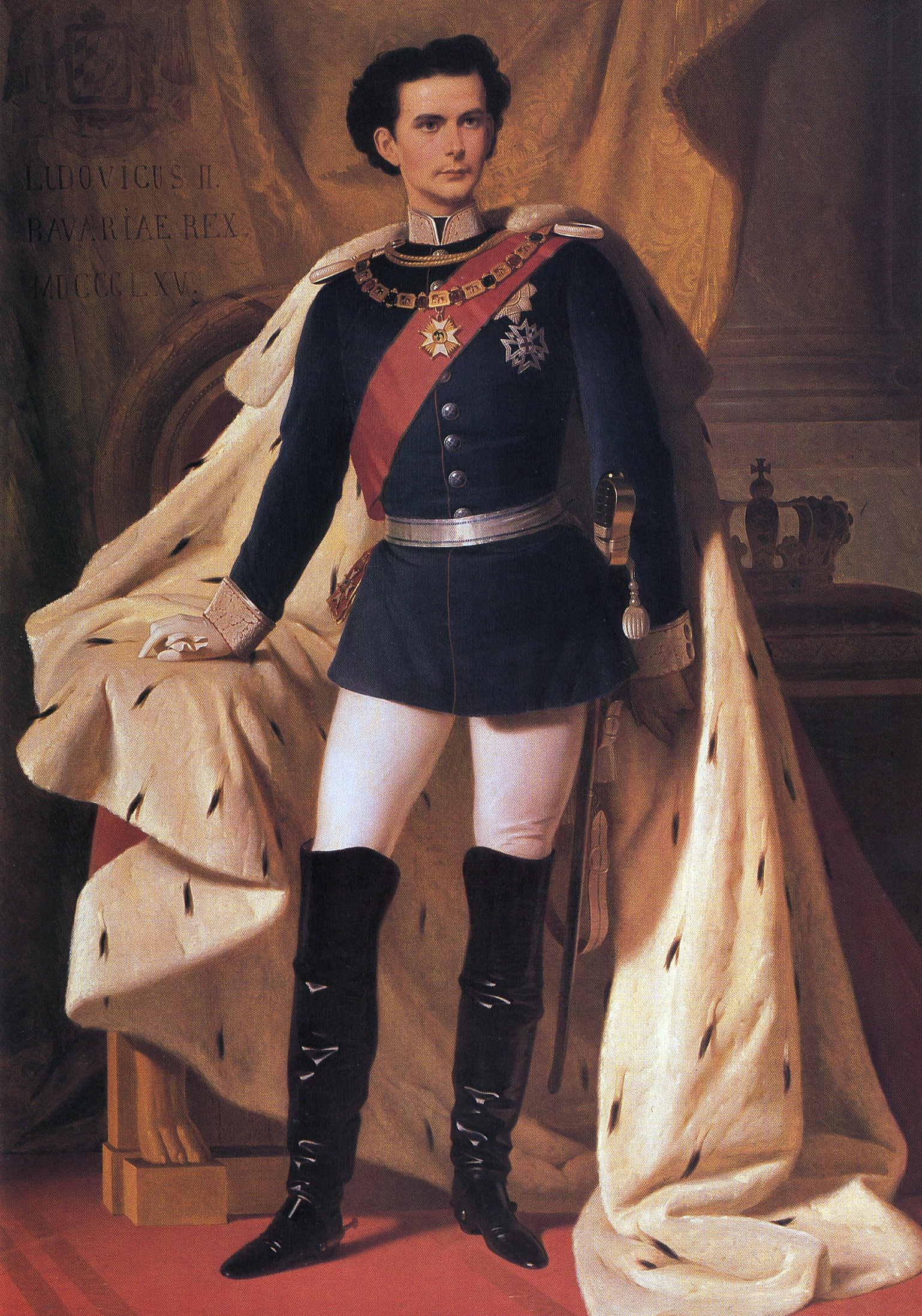
Lluís II de Baviera

Nascut a Nymphenburg (avui part de Múnic), era fill del rei duc Maximilià II de Baviera, i de la princesa Maria de Prússia. Se li va inculcar des de molt petit el seu poder com a futur rei i estava extremadament aviciat en algunes ocasions, però severament controlat pels seus tutors i sotmès a un règim estricte d'estudi i exercici en d'altres. Els apologistes de Lluís expliquen que bona part del seu comportament inusual va ser provocat pel fet de créixer en una família reial.
La joventut de Lluís també va tenir moments feliços, amb les visites a Hohenschwangau i al llac Starnberg amb la família. L'adolescent Lluís es convertí en el millor amic de Paul Maximilian Lamoral von Thurn und Taxis, aristòcrata i actor de la família rica de Baviera Thurn und Taxis. Els dos nois muntaven junts, llegien poesia en veu alta i planejaven escenes de les òperes romàntiques de Richard Wagner. La relació es va trencar quan Paul es començà a interessar per les noies. Durant la seva joventut, Lluís també inicià una amistat eterna amb la seva cosina Elisabet de Baviera (emperadriu d'Àustria), coneguda per Sissí. Tant els encantava la natura i la poesia, que s'anomenaven l'un a l'altre l'àguila (Lluís) i la gavina (Elisabet).

## Regnat
Lluís ascendí al tron bavarès a l'edat de 18 anys, per la mort del seu pare. La joventut i bon aspecte el feien molt popular a Baviera i a l'estranger. Un dels seus primers actes va ser el patrocini oficial del seu ídol, Richard Wagner. Però també va promoure la reconciliació entre els estats alemanys.
Però de seguida se li generaren dos problemes: l'expectativa per engendrar un hereu, i les relacions amb Prússia. Els dos assumptes venien al primer pla el 1867. Lluís estava compromès amb la princesa Sofia, la seva cosina i la germana més jove de l'emperadriu Elisabet. Es publicità el compromís el 22 de gener de 1867, però després d'ajornar repetidament la data del casament, Lluís finalment anul·là el compromís el mes d'octubre. Sofia més tard es casa amb Ferdinand Philippe Marie, duc d'Alençon (1844-1910), fill de Louis Charles Philippe Raphael, duc de Nemours. Lluís mai no es va casar.
Encara que Lluís s'havia aliat amb Àustria en contra de Prússia en la Guerra de les Set Setmanes, acceptà un tractat de defensa mutu amb Prússia el 1867 després de ser derrotat. Sota els termes d'aquest tractat, Baviera s'uneix amb Prússia per anar contra França en la Guerra Francoprussiana. Sota la petició d'Otto von Bismarck, Lluís sol·licità per carta el desembre de 1870 la creació d'un Imperi alemany. Rebé algunes concessions a canvi del suport, però l'era d'independència bavaresa s'acabava.
Durant tot el seu regnat, Lluís va tenir una successió de relacions amb homes, incloent-hi la seva persona de confiança Richard Hornig, l'estrella de teatre hongaresa Josef Kainz, i el cortesà Alfons Weber. El 1869 començà un diari, en el qual enregistrava els pensaments privats i parlava dels intents de suprimir els desigs sexuals per romandre fidel a les seves creences catòliques. Els diaris originals de Lluís es van perdre durant la Segona Guerra Mundial, i tots els que avui es poden consultar són còpies d'entrades fetes abans de la guerra. Aquestes còpies, junt amb cartes privades i altres documents personals que es guarden, insinuen que Lluís lluitava contra l'homosexualitat.

## Extravagància arquitectònica

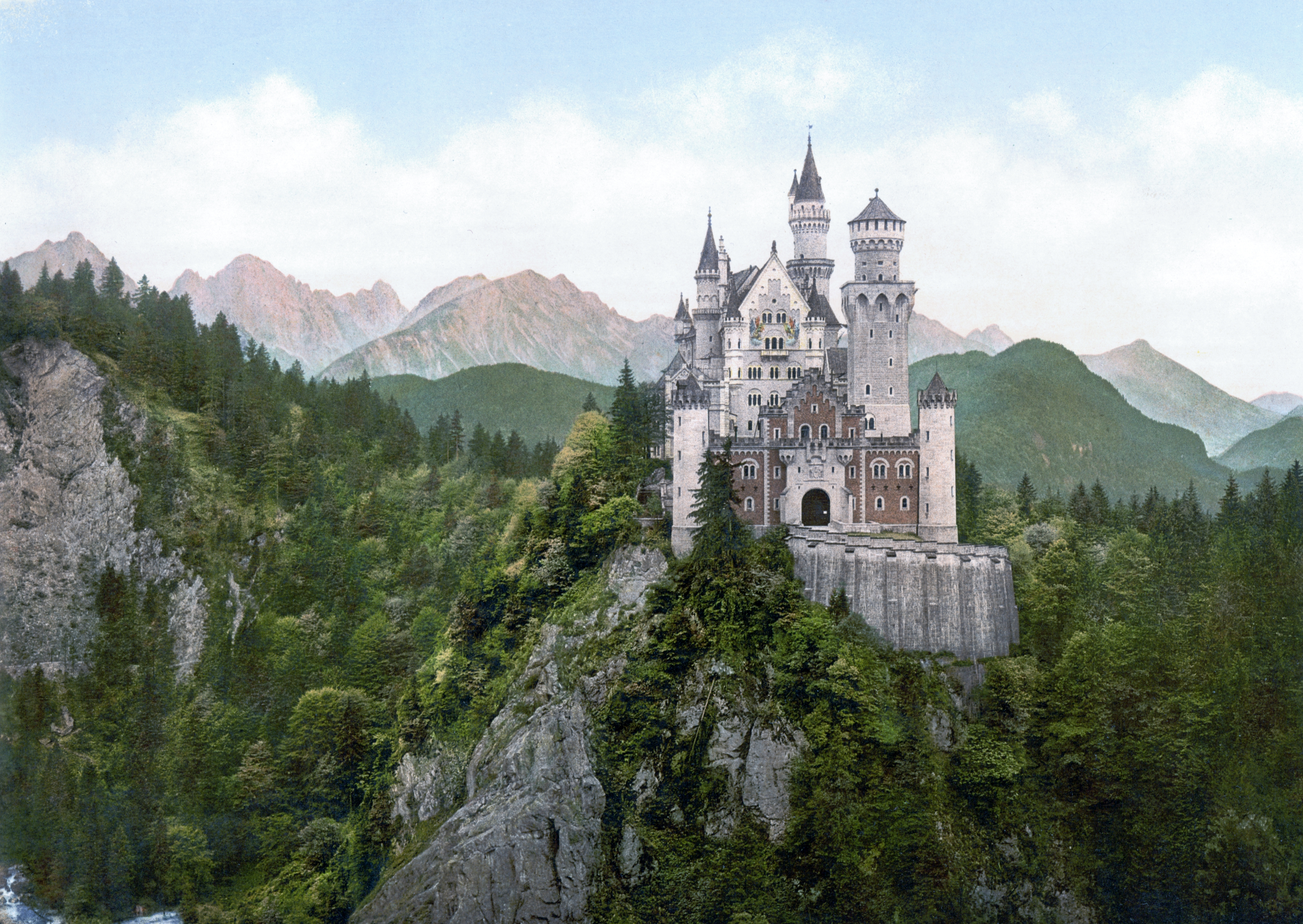
Dibuix del castell de Neuschwanstein el 1890

Amb el temps, Lluís es va anar tornant cada vegada menys públic. Durant els anys 1880, passava molt de temps reclòs a les muntanyes. Allà hi construïa uns quants palaus molt cars de contes de fades, amb el dissenyador d'escenaris Christian Jank, i s'imaginava a si mateix en un món de somni com a descendent del monarca absolut Lluís XIV de França.
- Neuschwanstein ('Nou cigne de pedra') és una dramàtica fortalesa romànica amb interiors romans d'Orient i gòtics, que es construí prop del castell del seu pare: Hohenschwangau. Les nombroses pintures murals descriuen escenes de les òperes de Wagner. La glòria cristiana i l'amor cast figuren predominantment en la iconografia, i eren possiblement per a ajudar Lluís a estar a l'altura dels seus ideals catòlics. El castell no estava acabat a la mort de Lluís. És de bon tros el lloc més conegut d'Alemanya avui en dia. Neuschwanstein va inspirar Walt Disney per al castell de La Bella dorment.

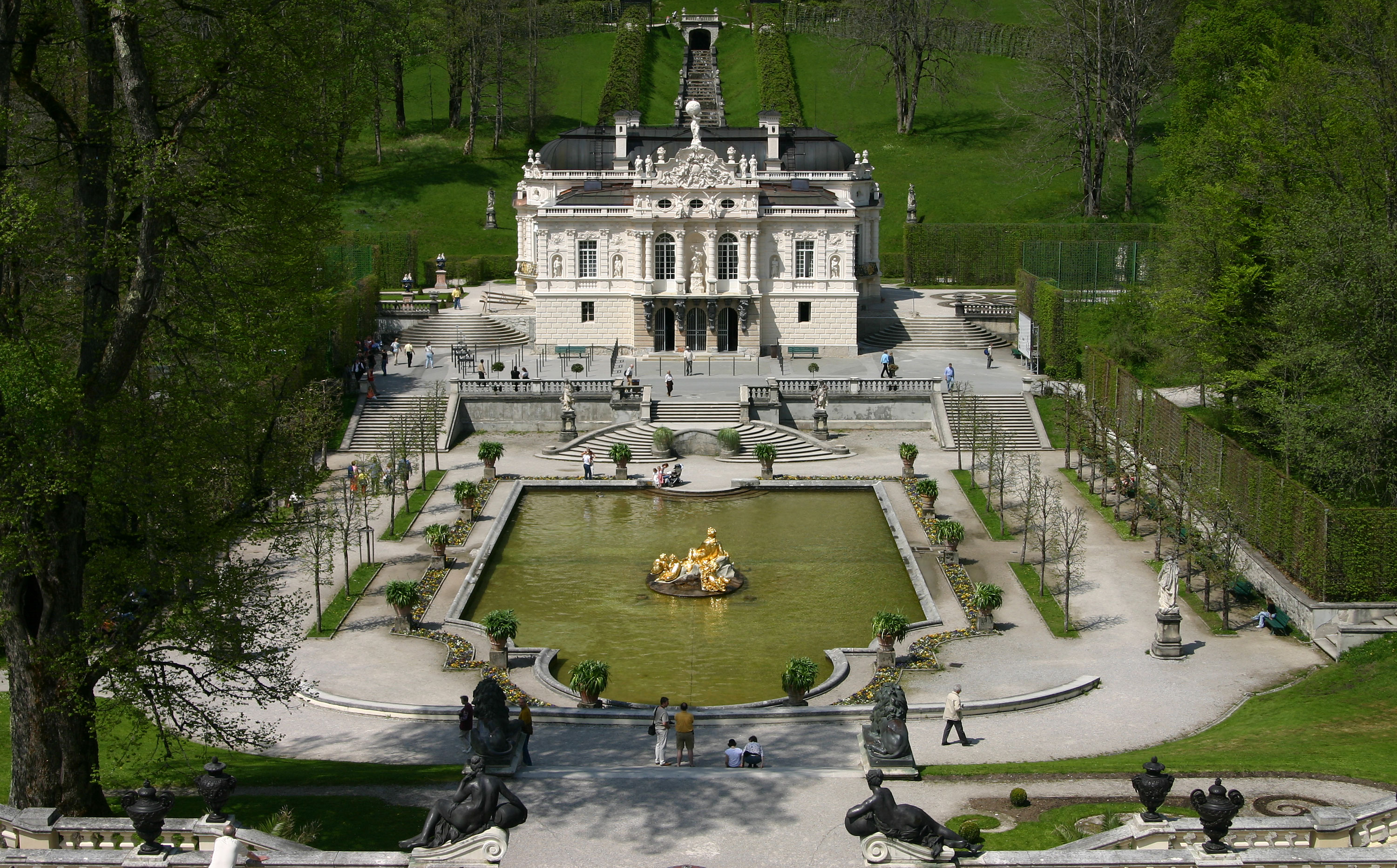
El castell de Linderhof prop d'Oberammergau

- Linderhof, palau decorat amb estil neorococó, amb bonics jardins. Els terres contenen una gruta on els cantants d'òpera actuaven en un llac subterrani il·luminat amb electricitat, una novetat en aquell temps, i la cabana d'un home de fusta romàntic construïda dins d'un arbre artificial. Dins del palau, la iconografia reflecteix la fascinació de Lluís pel govern absolutista de l'antic règim francès. Lluís es veia com el rei Lluna, una ombra romàntica del rei Sol anterior, Lluís XIV de França. Des de Linderhof, Lluís gaudia de passejades amb un elaborat trineu del segle xviii a la llum de la lluna, conduït per portadors vestits de l'època del trineu. En les seves passejades, s'aturava i visitava camperols rurals; tot anava sumant per a la seva llegenda i popularitat.

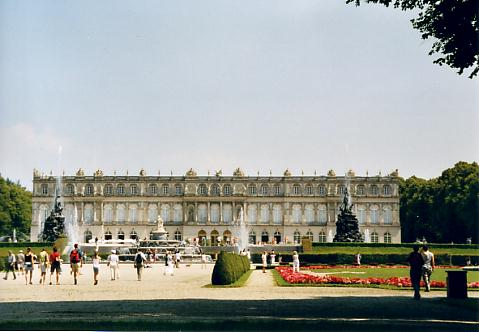
El castell de Herrenchiemsee a Chiemsee

- Herrenchiemsee, una còpia del palau de Versalles, França, el qual es volia superar en mida i opulència. Està situat en una illa enmig d'un llac gran. La majoria del palau mai va ser completat, i Lluís només s'hi quedà una vegada.
- Castell de Falkenstein, un planejat però mai executat “castell del baró lladre”. Una pintura de Christian Jank mostra l'edifici proposat com una nova versió de conte de fades de Neuschwanstein, enfilat en un penya-segat rocós. Se'n començaren a construir les canonades d'aigua el 1886, però amb la mort del rei, s'abandonà.

## Mort
El 10 de juny, de 1886, Lluís va ser declarat oficialment boig pel govern i incapaç d'executar els seus poders governamentals, i el príncep Luitpold fou declarat regent. El psiquiatre Bernhard von Gudden, malgrat que mai havia examinat Lluís, va declarar-ne la bogeria, principalment a causa d'històries disseminades per enemics de Lluís. Alguns historiadors creuen que Lluís estava sa, i que va ser víctima d'una intriga. L'emperadriu Elisabet va dir:
El rei no estava boig; era només una vida excèntrica en un món de somnis. El podrien haver tractat més suaument, i així potser li haurien estalviat un final tan terrible.
El cop d'estat es feia en secret, i l'esdeveniment resultà tan inusual com la resta de la vida de Lluís. Una excèntrica i lleial baronessa arribà a la porta del castell per agitar el seu paraigua amenaçadorament contra els homes que acabaven d'empresonar Lluís. El rei mateix demanava, es va dir, tota classe de càstigs contra els ministres traïdors. Una força enorme de camperols omplia la rodalia de Hohenschwangau per protegir el rei. Estaven disposats a escortar Lluís fins a la frontera i salvar-lo, però Lluís ho rebutjà.
Lluís intentava fer pública la proclamació següent:
El príncep Luitpold pretén aixecar-se contra la meva voluntat per regentar el país. El meu Ministeri ens ha enganyat donant dades falses sobre l'estat de la meva salut i prepara accions d'alta traïció contra la meva gent estimada... Demano ajuda a cada persona fidel de Baviera. Que les multituds es posin al costat dels meus fidels per evitar la traïció planejada al rei i al seu país.
Això era imprès per un diari a Bamberg l'11 de juny de 1886, però les còpies foren confiscades pel Govern per evitar-ne la distribució. La majoria dels telegrames de Lluís als diaris i als seus amics van ser interceptats. Lluís rebé un missatge de Bismarck en què li aconsellava anar-se'n a Múnic per mostrar-se a la gent, però Lluís es negà a deixar Neuschwanstein. El dia 12 de juny, a les 4 del matí, una segona comissió arribà al castell per arrestar el rei i transportar-lo al castell de Berg, al sud de Múnic.

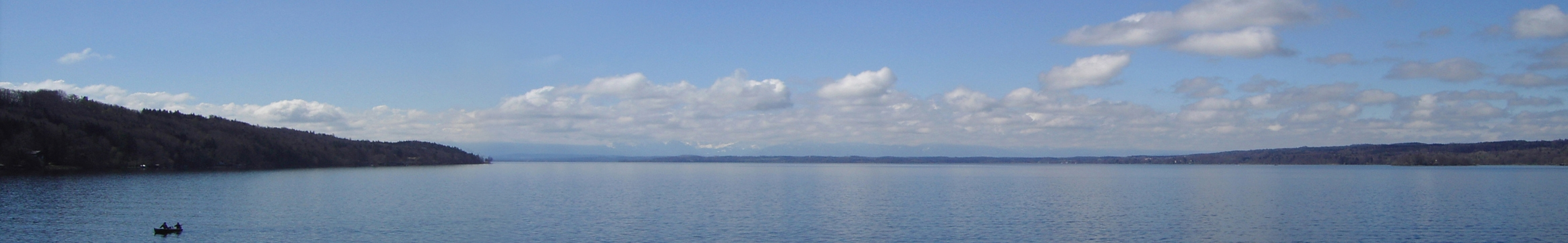
Panorama del llac Starnberg amb els Alps de fons

El misteri envolta la mort de Lluís al llac Starnberg. El 13 de juny, a dos quarts de set de la tarda, Lluís va demanar fer un passeig amb el professor Gudden. Gudden va demanar als guardes que no els seguissin. Els dos homes mai no retornaren del seu passeig. El rei Lluís i el professor Gudden van ser trobats a dos quarts de 12 d'aquella nit ofegats en el llac Starnberg. Més tard s'hi va contruir una petita capella, on se celebra una cerimònia de record cada any el 13 de juny.

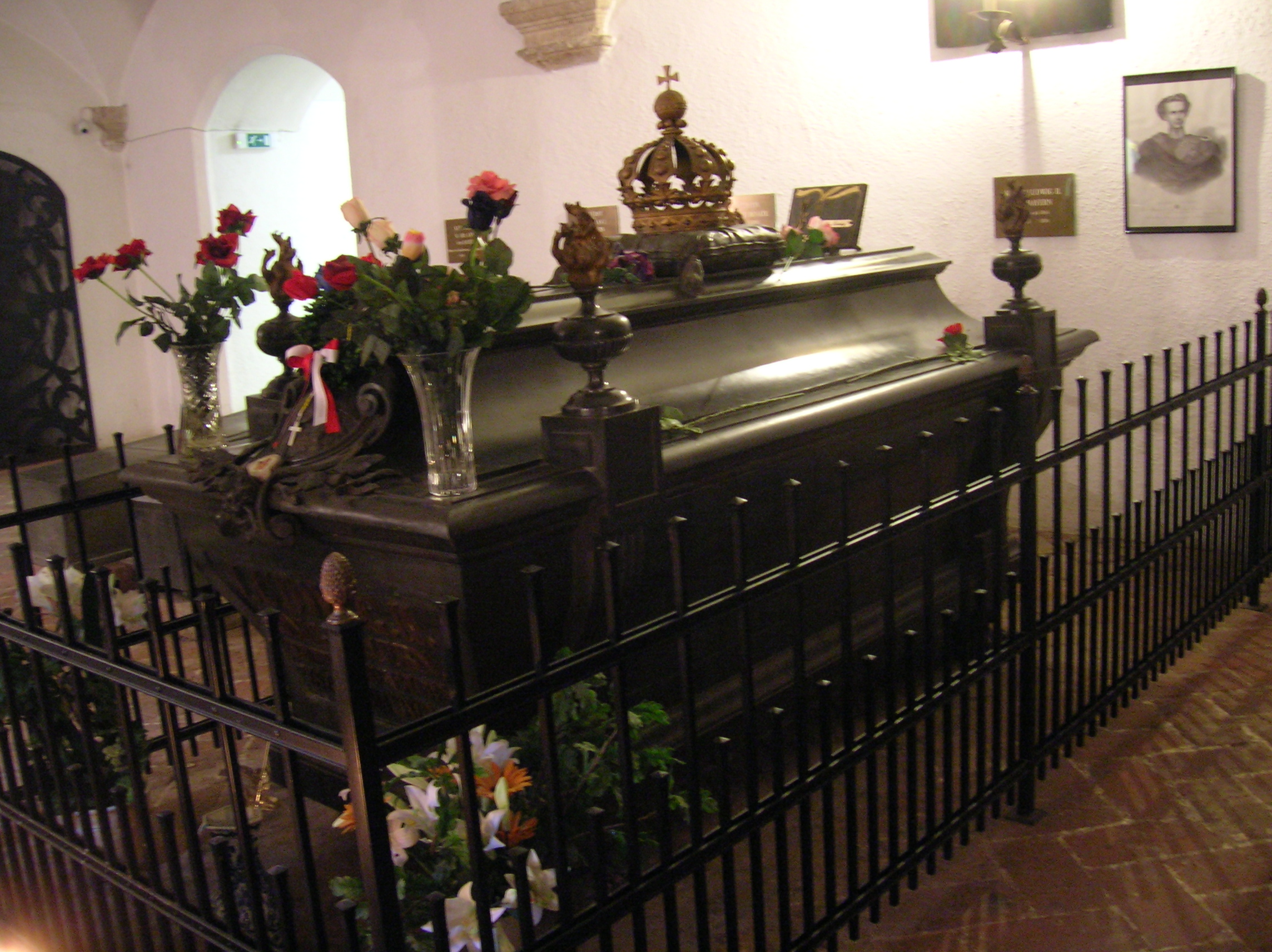
Tomba de Lluís II a l'església de Sant Miquel de Múnic.

Oficialment, Lluís es va suïcidar ofegant-se, però abunden les teories alternatives. És sabut que Lluís era un bon nedador; l'aigua no li cobria la cintura on es trobà el cos, i l'informe oficial de l'autòpsia indica que no hi havia aigua als pulmons. Cap prova sòlida de joc brut mai no ha sortit a la llum, però molts sostenen que Lluís i Gudden foren assassinats pels enemics polítics mentre intentaven escapar-se de Berg. Una altra teoria insinua que Lluís morí per causes naturals (com un atac de cor o un atac de feridura) durant un intent d'escapada.
El cos de Lluís va ser enterrat a la cripta del Michaelskirche, a Múnic.

## Llegat

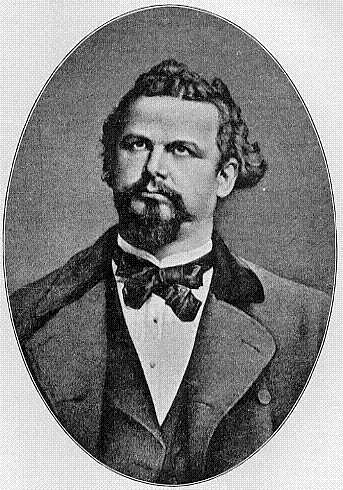
Una altra imatge dels últims anys

Lluís és recordat com un dels governants més inusuals d'Alemanya. Era bastant popular entre la gent, probablement per tres raons:
- Primer, va evitar participar en guerres, i donà un temps de pau a Baviera. Si això va ser a causa de pacifisme o per la seva manca d'interès en el poder polític és discutible.
- Segon, finançava la construcció dels seus famosos castells de conte de fades amb els seus propis diners, no amb el pressupost estatal. Això donava feina a molta gent i portava un flux considerable de diners a les regions implicades.
- Tercer, les seves excentricitats públiques feien que es comprometés força. Encara que odiava les multituds, li agradava viatjar d'incògnit entre la gent, i premiava més tard amb regals generosos els que eren hospitalaris amb ell sense saber-ho. Encara se'l recorda a Baviera com l'unser Kini, el nostre rei estimat, en el dialecte bavarès. Tampoc era un governant que s'avergonyís de visitar els plebeus.

Irònicament, malgrat haver estat a punt d'arruïnar la família reial de Baviera amb la construcció dels palaus, ara s'han convertit en atraccions turístiques rendibles per a l'Estat.
Lluís va ser un patrocinador essencial per al compositor Richard Wagner, li eixugà tot el deute que tenia i li finançà la construcció de l'edifici dedicat al Festival de Bayreuth. A la seva mort, Lluís tenia grans plànols i dissenys per a uns altres castells que mai no es construïren, així com altres espais i habitacions per als seus edificis completats. Molts d'aquests dissenys es poden veure avui en el museu del rei Lluís II a Herrenchiemsee. Els dissenys eren cada vegada més extravagants i nombrosos, a mesura que els artistes s'adonaven que no hi havia necessitat de preocupar-se pel pressupost o per si eren pràctics.

## Lluís en la ficció
La pel·lícula de 1972 Ludwig, dirigida per Luchino Visconti, està basada en la seva vida. El videojoc Gabriel Knight: The Beast Within té unes quantes localitzacions relacionades amb Lluís II i inclou una discussió extensa de la seva vida, encara que té nombrosos elements ficticis. Hi ha també un manga de tres volums publicat per Kadokawa Shoten anomenat Ludwig II (ルートヴィヒⅡ世, Ruutovihi II sei) per l'artista Higuri You (氷栗優), un conte altament novel·lat de la vida amorosa de Lluís.